# جکی مک‌نامارا
جکی مک‌نامارا (انگلیسی: Jackie McNamara؛ زادهٔ ۲۴ اکتبر ۱۹۷۳) بازیکن فوتبال سابق و مربی اهل اسکاتلند است.
وی سابقه بازی در تیم‌های باشگاه فوتبال سلتیک، باشگاه فوتبال ولورهمپتون واندررز، باشگاه فوتبال آبردین و باشگاه فوتبال فالکیرک و همین طور ۳۳ بازی ملی برای تیم ملی فوتبال اسکاتلند در کارنامه دارد.